# Eugen Hadamovsky
Eugen Hadamovsky (ur. 14 grudnia 1904 w Berlinie, zm. 1 marca 1945 w Miastku) – niemiecki oficer, kierownik Towarzystwa Radiowego Rzeszy, kierownik sztabu propagandy NSDAP.

## Życiorys
Studiował chemię i budowę maszyn w Berlinie. Podczas studiów należał do organizacji Schwarze Reichswehr. W latach 1921–1928 pracował jako mechanik za granicą – w Austrii, we Włoszech, w Afryce Północnej i Hiszpanii. W grudniu 1930 roku zapisał się do NSDAP. W 1931 z polecenia Josepha Goebbelsa został kierownikiem Towarzystwa Radiowego Rzeszy (Reichs-Rundfunk-Gesellschaft), rok później został mianowany kierownikiem sztabu propagandy partii.
Pod koniec wojny dołączył do 4 Dywizji Grenadierów Pancernych SS Polizei jako Obersturmführer i zginął 1 marca 1945 w Miastku. Jego szczątki zidentyfikował na podstawie wojskowych znaków tożsamości i badań antropologicznych zespół badaczy z Zakładu Medycyny Sądowej Pomorskiej Akademii Medycznej w Szczecinie.

## Publikacje

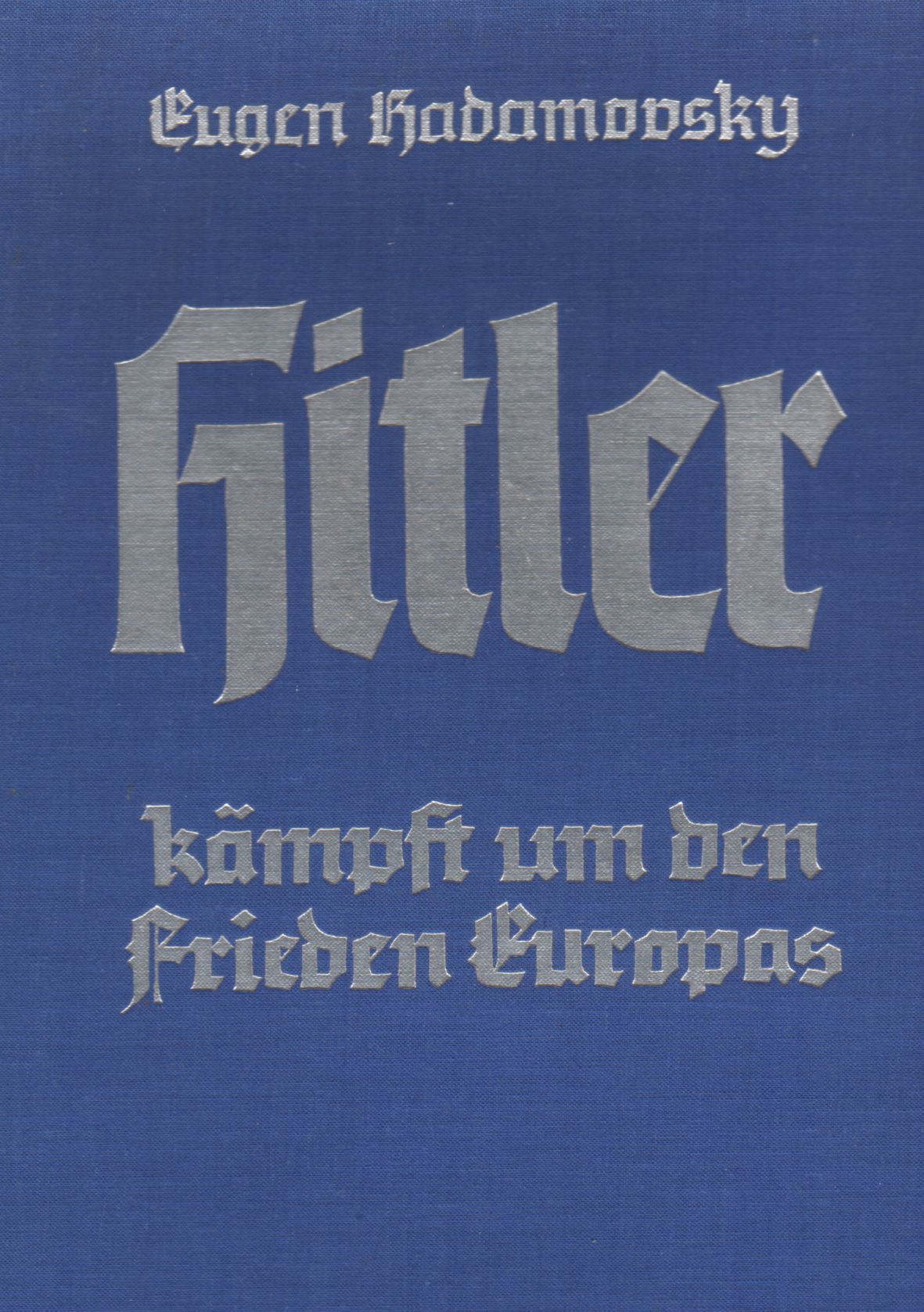
Okładka książki z 1937 roku

- Propaganda und nationale Macht. Die Organisation der offentlichen Meinungfur die nationale Politik. Oldenburg, 1933
  - Propaganda and national power. New York, Arno Press, 1972 ISBN 0-405-04748-7
- Weltgeschichte im Sturmschritt: das grossdeutsche Jahr 1938. München: F. Eher, 1939
- Hitler kämpft um den Frieden Europas: ein Tagebuch von Adolf Hitlers Deutschlandfahrt. München: Eher, 1936
- Hitler erobert die Wirtschaft. München: F. Eher, 1935
- Weltgeschichte im Sturmschrift. München: Zentralverl. d. NSDAP, 1939
- Blitzmarsch nach Warschau: Frontberichte eines politischen Soldaten. München: Eher, 1940